# کریستین فیکرت
کریستین فیکرت (انگلیسی: Christian Fickert؛ زادهٔ ۱۰ فوریهٔ ۱۹۸۱) بازیکن فوتبال اهل آلمان است.
از باشگاه‌هایی که در آن بازی کرده‌است می‌توان به باشگاه فوتبال اس‌وی زاندهاوزن و باشگاه فوتبال روت‌وایس اسن اشاره کرد.
وی همچنین در تیم‌های ملی فوتبال جوانان آلمان، و جوانان آلمان، بازی کرده‌است.